# 谭棚镇
谭棚镇，是中华人民共和国安徽省阜阳市临泉县下辖的一个乡镇级行政单位。

## 行政区划
谭棚镇下辖以下地区：
谭棚村、阎庄村、东张寨村、张老家村、白行村、陈营村、宋营村、张营村、郭大村、张新庄村和王寨村。